# Ralvero
Ralf Baartmans, plus connu sous le pseudo Ralvero, est un disc-jockey néerlandais né le 27 juin 1986 à Roosendaal.
Le néerlandais fait partie de Spinnin' Records, label sur lequel il sort la majorité de ses singles.

## Discographie[3]

### Singles
- 2010 : Bang Like A (avec Bassjackers) [Spinnin' Records]
- 2010 : Sunrise [Vicious Recordings]
- 2010 : Drunk Tonight (feat. Whiskey Pete) [Vicious Recordings]
- 2010 : Rambo (avec Bassjackers) [Spinnin' Records]
- 2010 : Supersound [Dirty Dutch Records]
- 2010 : Switch That Bass [Dirty Dutch Records]
- 2011 : Impact [Vicious Recordings]
- 2011 : Xtreme [Hysteria Records]
- 2011 : You Freak
- 2012 : Spectrum [Vicious Recordings]
- 2012 : Rage [Hysteria Records]
- 2013 : Jackpot (avec Quintino) [Spinnin' Records]
- 2013 : Fuck What U Heard [Hysteria Records]
- 2013 : In My Bedroom 2013 (feat. Dadz 'N' Effect) [Spinnin' Records]
- 2013 : Spicebomb (feat. Nicci) [Hysteria Records]
- 2014 : Hayao (avec Dropgun) [Doorn Records]
- 2014 : Cursed
- 2014 : District [Revealed Recordings]
- 2014 : Noise [Oxygen]
- 2014 : Mayday [Oxygen]
- 2015 : Rock The World [Metanoia Music]
- 2015 : Dreamin (avec Kill The Buzz) [Revealed Recordings]
- 2015 : Supa Woofa [Oxygen]
- 2015 : Trivia (avec Jimmy Clash) [Oxygen]
- 2015 : Generation [Skink]
- 2015 : Mad (avec Karim Mika) [Revealed Recordings]
- 2015 : Party People 2k15 [Doorn Records]
- 2016 : U Got To Know [Maxximize Records]
- 2016 : Run Wild (feat. Ina) [Mixmash Records]
- 2016 : Hunkaar [Armada Music]
- 2017 : XOXO (avec Laidback Luke feat. Ina) [Mixmash Records]
- 2017 : Bubblegum (avec Redhead Roman) [Mixmash Records]

### Remixes
- 2010 : Nick & Danny Chatelain - Rumba (Ralvero Remix) [Defected Records]
- 2010 : Nick Galea - Believe feat. Amba Sheperd (Bassjackers & Ralvero Remix)
- 2010 : Bassjackers - Stronger feat. Bizzey (Ralvero Remix)
- 2011 : Denzal Park vs. Wizard Sleeve - I'm A Drum Machine (Ralvero Remix)
- 2013 : Paolo Ortelli & Luke Degree - Like Ya Holliwood feat. Katt Rockell & Jay Mula (Ralvero Remix)
- 2013 : Ralvero - In My Bedroom 2013 feat. Dadz 'N' Effect (Ralvero & Repow Club Mix) [Spinnin' Records]